# Wonder Project J: Kikai no Shōnen Pīno
Wonder Project J: Kikai no Shōnen Pīno (ワンダープロジェクトＪ機械の少年ピーノ) est un jeu vidéo de simulation de vie en 2D, inspiré de Pinocchio. Le jeu a été développé par Almanic Co. et édité par Enix. Il est sorti uniquement au Japon le 9 décembre 1994. Le jeu a connu une suite sur Nintendo 64.

## Synopsis
Sur l'île-royaume de Koruro, une société futuriste composée d'humains et d'androïdes (Gijin) connait des tensions. Alors que le Dr Geppetto vient de finir son nouveau modèle, Model 4649 " Pīno ", il est arrêté par des soldats. C'est à Tinker, la fée-robot, qu'il revient d'élever le petit androïde "Pīno".

## Système de jeu
Le jeu est composé de 10 chapitres. Pīno interagit spontannément avec son environnement et n'est pas directement contrôlable. Tinker est capable de l'influencer et construire sa personnalité en l'encourageant ou le grondant en fonction de ses actions. Le jeu a été noté pour son système de jeu original et ses graphismes de type anime réussis.

## Série
1. Wonder Project J: Kikai no Shōnen Pīno  (1994,  SNES)
2. Wonder Project J2: Koruro no Mori no Jozetto (1996, Nintendo 64)